# Coupe du monde de football des moins de 17 ans 2003
Navigation
Trinité-et-Tobago 2001 Pérou 2005
La Coupe du monde de football des moins de 17 ans 2003 est la dixième édition de la coupe du monde de football des moins de 17 ans dont la phase finale se déroule en Finlande du 13 au 30 août 2003, ce qui a permis aux jeunes Finlandais de participer pour la première fois au tournoi mondial, étant qualifiés d'office. Seuls les joueurs nés après le 1er janvier 1986 peuvent participer au tournoi. C'est le premier tournoi organisé en Europe depuis 12 ans.
Le Brésil confirme sa domination sur la catégorie en remportant son troisième trophée en 4 éditions, battant l'Espagne sur le plus petit des scores en finale. L'Espagne compte dans ses rangs l'un des meilleurs buteurs et le meilleur joueur désigné à l'issue du tournoi, le milieu de terrain Francesc Fàbregas. 2 équipes sud-américaines complètent le dernier carré : l'Argentine qui termine 3e et la Colombie, qui réussit là sa meilleure performance en Coupe du monde. Il n'y a plus que 3 confédérations représentées en quarts de finale : toutes les équipes asiatiques, d'Océanie et surtout africaines sont éliminées dès le premier tour, ce qui est un événement historique. Si les nations européennes et sud-américaines montrent une régularité à ce niveau, la performance collective des équipes de la CONCACAF (États-Unis, Mexique et Costa Rica) est à souligner.
Toutes les grandes nations de la catégorie d'âge se sont qualifiées pour le rendez-vous mondial, à l'exception notable du tenant du titre, la France, et du Ghana, qui est absent pour la deuxième fois consécutive. À l'instar de la Finlande, les sélections du Yémen, de Sierra Leone et surtout du Cameroun, jamais qualifié jusqu'alors, font leur première apparition à ce niveau.

## Qualification
Les 16 équipes qualifiées pour le tournoi :
- Finlande - Pays organisateur
- Afrique (CAF) : Coupe d'Afrique des nations des moins de 17 ans 2003
  -  Cameroun - Vainqueur
  -  Sierra Leone - Finaliste
  -  Nigeria - Troisième
- Asie (AFC) : Coupe d'Asie des nations de football des moins de 16 ans 2002
  -  Corée du Sud - Vainqueur
  -  Yémen - Finaliste
  -  Chine - Troisième
- Amérique du Nord et centrale (CONCACAF) : Championnat d'Amérique du Nord, centrale et Caraïbe de football des moins de 17 ans 2003
  -  États-Unis
  -  Costa Rica
  -  Mexique
- Amérique du Sud (CONMEBOL) : Championnat des moins de 17 ans de la CONMEBOL 2003
  -  Argentine - Vainqueur
  -  Brésil - Finaliste
  -  Colombie - Troisième
- Europe (UEFA) : Championnat d'Europe de football des moins de 17 ans 2003
  -  Portugal - Vainqueur
  -  Espagne - Finaliste
- Océanie (OFC) : Tournoi qualificatif de l'OFC des moins de 17 ans 2003
  -  Australie

## Phase finale

### Premier tour

#### Groupe A
| Classement final : |          |     |   |   |   |   |    |    |      |
|                    | Équipe   | Pts | J | G | N | P | BP | BC | Diff |
| 1                  | Colombie | 7   | 3 | 2 | 1 | 0 | 11 | 2  | +9   |
| 2                  | Mexique  | 5   | 3 | 1 | 2 | 0 | 5  | 3  | +2   |
| 3                  | Finlande | 3   | 3 | 1 | 0 | 2 | 3  | 12 | -9   |
| 4                  | Chine    | 1   | 3 | 0 | 1 | 2 | 5  | 7  | -2   |

| 13 août | Finlande | 2 | 1 | Chine    |
|         | Colombie | 0 | 0 | Mexique  |
| 16 août | Colombie | 2 | 1 | Chine    |
|         | Mexique  | 2 | 0 | Finlande |
| 19 août | Mexique  | 3 | 3 | Chine    |
|         | Colombie | 9 | 1 | Finlande |

1re journée
| 13 août 2003 | Finlande                  | 2 - 1 | Chine    | Finnair stadium, Helsinki                   |                                             |
| 17:30        | Parikka 6e · Petrescu 43e |       | Jiang 4e | Spectateurs : 8 344 Arbitrage : Heber Lopes | Spectateurs : 8 344 Arbitrage : Heber Lopes |
| 17:30        | Rapport                   |       |          | Spectateurs : 8 344 Arbitrage : Heber Lopes | Spectateurs : 8 344 Arbitrage : Heber Lopes |

| 13 août 2003 | Colombie | 0 - 0 | Mexique | Finnair stadium, Helsinki                      |                                                |
| 20:00        |          |       |         | Spectateurs : 3 500 Arbitrage : Martin Hansson | Spectateurs : 3 500 Arbitrage : Martin Hansson |
| 20:00        | Rapport  |       |         | Spectateurs : 3 500 Arbitrage : Martin Hansson | Spectateurs : 3 500 Arbitrage : Martin Hansson |

2e journée
| 16 août 2003 | Colombie                          | 2 - 1 | Chine    | Finnair stadium, Helsinki                     |                                               |
| 15:00        | Guarín 73e (pen.) · Hernández 80e |       | Wang 67e | Spectateurs : 4 100 Arbitrage : Richard Piper | Spectateurs : 4 100 Arbitrage : Richard Piper |
| 15:00        | Rapport                           |       |          | Spectateurs : 4 100 Arbitrage : Richard Piper | Spectateurs : 4 100 Arbitrage : Richard Piper |

| 16 août 2003 | Mexique                | 2 - 0 | Finlande | Finnair stadium, Helsinki                       |                                                 |
| 17:30        | Ceja 39e · Herrera 51e |       |          | Spectateurs : 10 176 Arbitrage : Eric Braamhaar | Spectateurs : 10 176 Arbitrage : Eric Braamhaar |
| 17:30        | Rapport                |       |          | Spectateurs : 10 176 Arbitrage : Eric Braamhaar | Spectateurs : 10 176 Arbitrage : Eric Braamhaar |

3e journée
| 19 août 2003 | Mexique                                | 3 - 3 | Chine                     | Finnair stadium, Helsinki                    |                                              |
| 17:30        | Flores 51e · Mariaca 73e · Murguia 78e |       | Wang 35e · Jiang 61e, 81e | Spectateurs : 4 500 Arbitrage : Jerome Damon | Spectateurs : 4 500 Arbitrage : Jerome Damon |
| 17:30        | Rapport                                |       |                           | Spectateurs : 4 500 Arbitrage : Jerome Damon | Spectateurs : 4 500 Arbitrage : Jerome Damon |

| 19 août 2003 | Colombie                                                                         | 9 - 1 | Finlande     | Finnair stadium, Helsinki                         |                                                   |
| 20:00        | Hidalgo 16e, 32e (pen.), 50e, 61e · Ramos 36e, 68e, 71e · Guarín 63e · Nunez 74e |       | Petrescu 41e | Spectateurs : 10 200 Arbitrage : Gabriel Brazenas | Spectateurs : 10 200 Arbitrage : Gabriel Brazenas |
| 20:00        | Rapport                                                                          |       |              | Spectateurs : 10 200 Arbitrage : Gabriel Brazenas | Spectateurs : 10 200 Arbitrage : Gabriel Brazenas |

#### Groupe B
| Classement final : |            |     |   |   |   |   |    |    |      |
|                    | Équipe     | Pts | J | G | N | P | BP | BC | Diff |
| 1                  | Argentine  | 9   | 3 | 3 | 0 | 0 | 5  | 0  | +5   |
| 2                  | Costa Rica | 4   | 3 | 1 | 1 | 1 | 3  | 3  | 0    |
| 3                  | Nigeria    | 4   | 3 | 1 | 1 | 1 | 3  | 3  | 0    |
| 4                  | Australie  | 0   | 3 | 0 | 0 | 3 | 1  | 6  | -5   |

| 13 août | Argentine  | 2 | 0 | Australie  |
|         | Costa Rica | 1 | 1 | Nigeria    |
| 16 août | Nigeria    | 2 | 1 | Australie  |
|         | Argentine  | 2 | 0 | Costa Rica |
| 19 août | Argentine  | 1 | 0 | Nigeria    |
|         | Costa Rica | 2 | 0 | Australie  |

- Le Costa Rica est qualifié pour les quarts de finale après tirage au sort.

1re journée
| 13 août 2003 | Argentine              | 2 - 0 | Australie | Veritas stadium, Turku                         |                                                |
| 17:30        | Garay 6e · Colzera 69e |       |           | Spectateurs : 4 124 Arbitrage : Eric Braamhaar | Spectateurs : 4 124 Arbitrage : Eric Braamhaar |
| 17:30        | Rapport                |       |           | Spectateurs : 4 124 Arbitrage : Eric Braamhaar | Spectateurs : 4 124 Arbitrage : Eric Braamhaar |

| 13 août 2003 | Costa Rica | 1 - 1 | Nigeria | Veritas stadium, Turku                        |                                               |
| 20:00        | Arias 83e  |       | Bala 9e | Spectateurs : 4 292 Arbitrage : Leone Rakaroi | Spectateurs : 4 292 Arbitrage : Leone Rakaroi |
| 20:00        | Rapport    |       |         | Spectateurs : 4 292 Arbitrage : Leone Rakaroi | Spectateurs : 4 292 Arbitrage : Leone Rakaroi |

2e journée
| 16 août 2003 | Nigeria                  | 2 - 1 | Australie  | Veritas stadium, Turku                      |                                             |
| 15:00        | Obi Mikel 73e · Bala 84e |       | Giraldi 2e | Spectateurs : 5 502 Arbitrage : Heber Lopes | Spectateurs : 5 502 Arbitrage : Heber Lopes |
| 15:00        | Rapport                  |       |            | Spectateurs : 5 502 Arbitrage : Heber Lopes | Spectateurs : 5 502 Arbitrage : Heber Lopes |

| 16 août 2003 | Argentine        | 2 - 0 | Costa Rica | Veritas stadium, Turku                       |                                              |
| 17:30        | Peirone 84e, 90e |       |            | Spectateurs : 5 462 Arbitrage : Jerome Damon | Spectateurs : 5 462 Arbitrage : Jerome Damon |
| 17:30        | Rapport          |       |            | Spectateurs : 5 462 Arbitrage : Jerome Damon | Spectateurs : 5 462 Arbitrage : Jerome Damon |

3e journée
| 19 août 2003 | Argentine   | 1 - 0 | Nigeria | Veritas stadium, Turku                         |                                                |
| 17:30        | Faurlin 59e |       |         | Spectateurs : 6 104 Arbitrage : Martin Hansson | Spectateurs : 6 104 Arbitrage : Martin Hansson |
| 17:30        | Rapport     |       |         | Spectateurs : 6 104 Arbitrage : Martin Hansson | Spectateurs : 6 104 Arbitrage : Martin Hansson |

| 19 août 2003 | Costa Rica                         | 2 - 0 | Australie | Veritas stadium, Turku                           |                                                  |
| 20:00        | Rodriguez 62e (pen.) · Salazar 75e |       |           | Spectateurs : 5 424 Arbitrage : Khalil Al Ghamdi | Spectateurs : 5 424 Arbitrage : Khalil Al Ghamdi |
| 20:00        | Rapport                            |       |           | Spectateurs : 5 424 Arbitrage : Khalil Al Ghamdi | Spectateurs : 5 424 Arbitrage : Khalil Al Ghamdi |

#### Groupe C
| Classement final : |          |     |   |   |   |   |    |    |      |
|                    | Équipe   | Pts | J | G | N | P | BP | BC | Diff |
| 1                  | Brésil   | 7   | 3 | 2 | 1 | 0 | 9  | 1  | +8   |
| 2                  | Portugal | 4   | 3 | 1 | 1 | 1 | 9  | 13 | -4   |
| 3                  | Cameroun | 3   | 3 | 0 | 3 | 0 | 7  | 7  | 0    |
| 4                  | Yémen    | 1   | 3 | 0 | 1 | 2 | 4  | 8  | -4   |

| 14 août | Portugal | 4 | 3 | Yémen    |
|         | Brésil   | 1 | 1 | Cameroun |
| 17 août | Brésil   | 5 | 0 | Portugal |
|         | Cameroun | 1 | 1 | Yémen    |
| 20 août | Brésil   | 3 | 0 | Yémen    |
|         | Portugal | 5 | 5 | Cameroun |

1re journée
| 14 août 2003 | Portugal                                                         | 4 - 3 | Yémen                                                  | Stade Ratina, Tampere                           |                                                 |
| 17:30        | Márcio Sousa 56e · Curto 68e · Fernandes 80e · Al-Safi 82e (csc) |       | Al-Badani 32e · Sharyan 45+2e · Márcio Sousa 77e (csc) | Spectateurs : 6 400 Arbitrage : Ravshan Irmatov | Spectateurs : 6 400 Arbitrage : Ravshan Irmatov |
| 17:30        | Rapport                                                          |       |                                                        | Spectateurs : 6 400 Arbitrage : Ravshan Irmatov | Spectateurs : 6 400 Arbitrage : Ravshan Irmatov |

| 14 août 2003 | Brésil    | 1 - 1 | Cameroun  | Stade Ratina, Tampere                           |                                                 |
| 20:00        | Abuda 38e |       | Mawaye 5e | Spectateurs : 8 250 Arbitrage : Marco Rodríguez | Spectateurs : 8 250 Arbitrage : Marco Rodríguez |
| 20:00        | Rapport   |       |           | Spectateurs : 8 250 Arbitrage : Marco Rodríguez | Spectateurs : 8 250 Arbitrage : Marco Rodríguez |

2e journée
| 17 août 2003 | Brésil                                                              | 5 - 0 | Portugal | Stade Ratina, Tampere                             |                                                   |
| 15:00        | Leo 20e · Abuda 52e · Ederson 68e (pen.) · Evandro 77e · Thyago 85e |       |          | Spectateurs : 10 190 Arbitrage : Gabriel Brazenas | Spectateurs : 10 190 Arbitrage : Gabriel Brazenas |
| 15:00        | Rapport                                                             |       |          | Spectateurs : 10 190 Arbitrage : Gabriel Brazenas | Spectateurs : 10 190 Arbitrage : Gabriel Brazenas |

| 17 août 2003 | Cameroun   | 1 - 1 | Yémen       | Stade Ratina, Tampere                        |                                              |
| 17:30        | Mawaye 74e |       | Juaim 90+2e | Spectateurs : 6 855 Arbitrage : Eddy Maillet | Spectateurs : 6 855 Arbitrage : Eddy Maillet |
| 17:30        | Rapport    |       |             | Spectateurs : 6 855 Arbitrage : Eddy Maillet | Spectateurs : 6 855 Arbitrage : Eddy Maillet |

3e journée
| 20 août 2003 | Brésil                        | 3 - 0 | Yémen | Stade Ratina, Tampere                           |                                                 |
| 17:30        | Evandro 28e, 32e · Arouca 85e |       |       | Spectateurs : 5 896 Arbitrage : Marco Rodríguez | Spectateurs : 5 896 Arbitrage : Marco Rodríguez |
| 17:30        | Rapport                       |       |       | Spectateurs : 5 896 Arbitrage : Marco Rodríguez | Spectateurs : 5 896 Arbitrage : Marco Rodríguez |

| 20 août 2003 | Portugal                                       | 5 - 5 | Cameroun                                                    | Stade Ratina, Tampere                          |                                                |
| 20:00        | Vieirinha 21e · Curto 36e, 43e, 44e · Gama 52e |       | Tiago 70e (csc) · N'Gal 74e, 75e · N'Guemo 88e · Mbia 90+4e | Spectateurs : 4 723 Arbitrage : Eric Braamhaar | Spectateurs : 4 723 Arbitrage : Eric Braamhaar |
| 20:00        | Rapport                                        |       |                                                             | Spectateurs : 4 723 Arbitrage : Eric Braamhaar | Spectateurs : 4 723 Arbitrage : Eric Braamhaar |

#### Groupe D
| Classement final : |              |     |   |   |   |   |    |    |      |
|                    | Équipe       | Pts | J | G | N | P | BP | BC | Diff |
| 1                  | Espagne      | 7   | 3 | 2 | 1 | 0 | 8  | 5  | +3   |
| 2                  | États-Unis   | 6   | 3 | 2 | 0 | 1 | 8  | 4  | +4   |
| 3                  | Corée du Sud | 3   | 3 | 0 | 2 | 1 | 6  | 11 | -5   |
| 4                  | Sierra Leone | 1   | 3 | 0 | 1 | 2 | 6  | 8  | -2   |

| 14 août | États-Unis   | 6 | 1 | Corée du Sud |
|         | Espagne      | 3 | 3 | Sierra Leone |
| 17 août | États-Unis   | 2 | 1 | Sierra Leone |
|         | Espagne      | 3 | 2 | Corée du Sud |
| 20 août | Corée du Sud | 3 | 2 | Sierra Leone |
|         | Espagne      | 2 | 0 | États-Unis   |

1re journée
| 14 août 2003 | États-Unis                                                      | 6 - 1 | Corée du Sud    | Stade Lahden, Lahti                          |                                              |
| 17:30        | Adu 16e 89e 90+2e (pen.) · Owens 26e · Watson 54e · Curtman 75e |       | 11e (csc) Owens | Spectateurs : 3 240 Arbitrage : Eddy Maillet | Spectateurs : 3 240 Arbitrage : Eddy Maillet |
| 17:30        | Rapport                                                         |       |                 | Spectateurs : 3 240 Arbitrage : Eddy Maillet | Spectateurs : 3 240 Arbitrage : Eddy Maillet |

| 14 août 2003 | Espagne                             | 3 - 3 | Sierra Leone                   | Stade Lahden, Lahti                              |                                                  |
| 20:00        | Sánchez 8e · Sisi 15e · Xisco 90+6e |       | 34e 73e Barlay · 36e (csc) Ruz | Spectateurs : 3 150 Arbitrage : Khalil Al Ghamdi | Spectateurs : 3 150 Arbitrage : Khalil Al Ghamdi |
| 20:00        | Rapport                             |       |                                | Spectateurs : 3 150 Arbitrage : Khalil Al Ghamdi | Spectateurs : 3 150 Arbitrage : Khalil Al Ghamdi |

2e journée
| 17 août 2003 | États-Unis                    | 2 - 1 | Sierra Leone | Stade Lahden, Lahti                             |                                                 |
| 15:00        | Gonzalez 45e (pen.) · Adu 89e |       | 32e Sesay    | Spectateurs : 4 950 Arbitrage : Ravshan Irmatov | Spectateurs : 4 950 Arbitrage : Ravshan Irmatov |
| 15:00        | Rapport                       |       |              | Spectateurs : 4 950 Arbitrage : Ravshan Irmatov | Spectateurs : 4 950 Arbitrage : Ravshan Irmatov |

| 17 août 2003 | Espagne           | 3 - 2 | Corée du Sud                           | Stade Lahden, Lahti                             |                                                 |
| 17:30        | Silva 65e 73e 76e |       | 46e Yang Dong-hyun · 59e (csc) Sanchez | Spectateurs : 3 470 Arbitrage : Marco Rodríguez | Spectateurs : 3 470 Arbitrage : Marco Rodríguez |
| 17:30        | Rapport           |       |                                        | Spectateurs : 3 470 Arbitrage : Marco Rodríguez | Spectateurs : 3 470 Arbitrage : Marco Rodríguez |

3e journée
| 20 août 2003 | Corée du Sud                                             | 3 - 2 | Sierra Leone    | Stade Lahden, Lahti                           |                                               |
| 17:30        | Han Dong-won 28e · Yang Dong-hyun 74e · Lee Yong-rae 78e |       | 36e 51e Metzger | Spectateurs : 2 475 Arbitrage : Leone Rakaroi | Spectateurs : 2 475 Arbitrage : Leone Rakaroi |
| 17:30        | Rapport                                                  |       |                 | Spectateurs : 2 475 Arbitrage : Leone Rakaroi | Spectateurs : 2 475 Arbitrage : Leone Rakaroi |

| 20 août 2003 | Espagne                   | 2 - 0 | États-Unis | Stade Lahden, Lahti                         |                                             |
| 20:00        | Jurado 11e · Fàbregas 70e |       |            | Spectateurs : 3 825 Arbitrage : Heber Lopes | Spectateurs : 3 825 Arbitrage : Heber Lopes |
| 20:00        | Rapport                   |       |            | Spectateurs : 3 825 Arbitrage : Heber Lopes | Spectateurs : 3 825 Arbitrage : Heber Lopes |

### Tableau final
|  | Quarts de finale   | Quarts de finale   | Quarts de finale   | Quarts de finale   |           |           | Demi-finales      | Demi-finales      | Demi-finales                  | Demi-finales                  |                               |                               | Finale             | Finale             | Finale             | Finale             |
|  |                    |                    |                    |                    |           |           |                   |                   |                               |                               |                               |                               |                    |                    |                    |                    |
|  | 23 août - Helsinki | 23 août - Helsinki | 23 août - Helsinki | 23 août - Helsinki |           |           | 27 août - Tampere | 27 août - Tampere | 27 août - Tampere             | 27 août - Tampere             |                               |                               | 30 août - Helsinki | 30 août - Helsinki | 30 août - Helsinki | 30 août - Helsinki |
|  | 23 août - Helsinki | 23 août - Helsinki | 23 août - Helsinki | 23 août - Helsinki |           |           | 27 août - Tampere | 27 août - Tampere | 27 août - Tampere             | 27 août - Tampere             |                               |                               | 30 août - Helsinki | 30 août - Helsinki | 30 août - Helsinki | 30 août - Helsinki |
|  | Colombie           | Colombie           | 2                  | 2                  |           |           | 27 août - Tampere | 27 août - Tampere | 27 août - Tampere             | 27 août - Tampere             |                               |                               | 30 août - Helsinki | 30 août - Helsinki | 30 août - Helsinki | 30 août - Helsinki |
|  | Colombie           | Colombie           | 2                  | 2                  |           |           | 27 août - Tampere | 27 août - Tampere | 27 août - Tampere             | 27 août - Tampere             |                               |                               | 30 août - Helsinki | 30 août - Helsinki | 30 août - Helsinki | 30 août - Helsinki |
|  | Costa Rica         | Costa Rica         | 0                  | 0                  |           |           | 27 août - Tampere | 27 août - Tampere | 27 août - Tampere             | 27 août - Tampere             |                               |                               | 30 août - Helsinki | 30 août - Helsinki | 30 août - Helsinki | 30 août - Helsinki |
|  | Costa Rica         | Costa Rica         | 0                  | 0                  | Colombie  | Colombie  | 0                 | 0                 |                               |                               |                               |                               | 30 août - Helsinki | 30 août - Helsinki | 30 août - Helsinki | 30 août - Helsinki |
|  | 24 août - Turku    |                    |                    |                    | Colombie  | Colombie  | 0                 | 0                 |                               |                               |                               |                               | 30 août - Helsinki | 30 août - Helsinki | 30 août - Helsinki | 30 août - Helsinki |
|  |                    |                    | Brésil             | Brésil             | 2         | 2         |                   |                   |                               |                               |                               |                               | 30 août - Helsinki | 30 août - Helsinki | 30 août - Helsinki | 30 août - Helsinki |
|  | Brésil             | Brésil             | Brésil             | Brésil             | 2         | 2         | 3                 | 3                 |                               |                               |                               |                               | 30 août - Helsinki | 30 août - Helsinki | 30 août - Helsinki | 30 août - Helsinki |
|  | Brésil             | Brésil             | 27 août - Helsinki |                    |           |           | 3                 | 3                 |                               |                               |                               |                               | 30 août - Helsinki | 30 août - Helsinki | 30 août - Helsinki | 30 août - Helsinki |
|  | États-Unis         | États-Unis         | 0                  | 0                  |           |           |                   |                   |                               |                               |                               |                               | 30 août - Helsinki | 30 août - Helsinki | 30 août - Helsinki | 30 août - Helsinki |
|  | États-Unis         | États-Unis         | 0                  | 0                  | Brésil    | Brésil    | 1                 | 1                 |                               |                               |                               |                               |                    |                    |                    |                    |
|  | 23 août - Lahti    |                    |                    |                    | Brésil    | Brésil    | 1                 | 1                 |                               |                               |                               |                               |                    |                    |                    |                    |
|  |                    |                    | Espagne            | Espagne            | 0         | 0         |                   |                   |                               |                               |                               |                               |                    |                    |                    |                    |
|  | Argentine          | Argentine          | Espagne            | Espagne            | 0         | 0         | 2                 | 2                 |                               |                               |                               |                               |                    |                    |                    |                    |
|  | Argentine          | Argentine          |                    |                    |           |           |                   |                   |                               |                               |                               |                               |                    |                    |                    |                    |
|  | Mexique            | Mexique            | 0                  | 0                  |           |           |                   |                   |                               |                               |                               |                               |                    |                    |                    |                    |
|  | Mexique            | Mexique            | 0                  | 0                  | Argentine | Argentine | 2                 | 2                 | Match pour la troisième place | Match pour la troisième place | Match pour la troisième place | Match pour la troisième place |                    |                    |                    |                    |
|  | 24 août - Tampere  |                    |                    |                    | Argentine | Argentine | 2                 | 2                 | Match pour la troisième place | Match pour la troisième place | Match pour la troisième place | Match pour la troisième place |                    |                    |                    |                    |
|  |                    |                    | Espagne            | Espagne            | 3 ap      | 3 ap      |                   |                   | 30 août - Helsinki            | 30 août - Helsinki            | 30 août - Helsinki            | 30 août - Helsinki            |                    |                    |                    |                    |
|  | Espagne            | Espagne            | Espagne            | Espagne            | 3 ap      | 3 ap      | 5                 | 5                 | 30 août - Helsinki            | 30 août - Helsinki            | 30 août - Helsinki            | 30 août - Helsinki            |                    |                    |                    |                    |
|  | Espagne            | Espagne            |                    |                    |           |           |                   | 5                 |                               |                               | Colombie                      | Colombie                      | 1ap (4)            | 1ap (4)            |                    |                    |
|  | Portugal           | Portugal           | 2                  | 2                  |           |           |                   |                   |                               |                               | Colombie                      | Colombie                      | 1ap (4)            | 1ap (4)            |                    |                    |
|  | Portugal           | Portugal           | 2                  | 2                  | Argentine | Argentine | 1 tab(5)          | 1 tab(5)          |                               |                               |                               |                               |                    |                    |                    |                    |
|  |                    |                    |                    |                    |           |           |                   |                   |                               |                               |                               |                               |                    |                    |                    |                    |

#### Quarts de finale
| 23 août 2003 | Colombie          | 2 - 0 | Costa Rica | Finnair stadium, Helsinki                    |                                              |
| 14:00        | Otálvaro 25e, 43e |       |            | Spectateurs : 2 340 Arbitrage : Eddy Maillet | Spectateurs : 2 340 Arbitrage : Eddy Maillet |
| 14:00        | Rapport           |       |            | Spectateurs : 2 340 Arbitrage : Eddy Maillet | Spectateurs : 2 340 Arbitrage : Eddy Maillet |

| 23 août 2003 | Argentine                 | 2 - 0 | Mexique | Stade Lahden, Lahti                            |                                                |
| 18:00        | Cardozo 34e · Peirone 45e |       |         | Spectateurs : 5 030 Arbitrage : Eric Braamhaar | Spectateurs : 5 030 Arbitrage : Eric Braamhaar |
| 18:00        | Rapport                   |       |         | Spectateurs : 5 030 Arbitrage : Eric Braamhaar | Spectateurs : 5 030 Arbitrage : Eric Braamhaar |

| 24 août 2003 | Brésil                                   | 3 - 0 | États-Unis | Veritas stadium, Turku                         |                                                |
| 14:00        | Leonardo 18e · Ederson 61e · Evandro 64e |       |            | Spectateurs : 6 150 Arbitrage : Martin Hansson | Spectateurs : 6 150 Arbitrage : Martin Hansson |
| 14:00        | Rapport                                  |       |            | Spectateurs : 6 150 Arbitrage : Martin Hansson | Spectateurs : 6 150 Arbitrage : Martin Hansson |

| 24 août 2003 | Espagne                                                           | 5 - 2 | Portugal                 | Stade Ratina, Tampere                            |                                                  |
| 18:00        | Sanchez 28e · Fàbregas 42e, 78e · Xisco 50e · Jurado 90+4e (pen.) |       | Curto 3e · Vieirinha 87e | Spectateurs : 5 387 Arbitrage : Gabriel Brazenas | Spectateurs : 5 387 Arbitrage : Gabriel Brazenas |
| 18:00        | Rapport                                                           |       |                          | Spectateurs : 5 387 Arbitrage : Gabriel Brazenas | Spectateurs : 5 387 Arbitrage : Gabriel Brazenas |

#### Demi-finales
| 27 août 2003 | Colombie | 0 - 2 | Brésil         | Stade Ratina, Tampere                           |                                                 |
| 17:00        |          |       | Abuda 16e, 72e | Spectateurs : 7 675 Arbitrage : Marco Rodríguez | Spectateurs : 7 675 Arbitrage : Marco Rodríguez |
| 17:00        | Rapport  |       |                | Spectateurs : 7 675 Arbitrage : Marco Rodríguez | Spectateurs : 7 675 Arbitrage : Marco Rodríguez |

| 27 août 2003 | Argentine              | 2 - 3 a. p. · | Espagne                         | Finnair stadium, Helsinki                      |                                                |
| 20:00        | Biglia 11e · Garay 71e |               | Fàbregas 48e, 119e · Jurado 53e | Spectateurs : 5 030 Arbitrage : Martin Hansson | Spectateurs : 5 030 Arbitrage : Martin Hansson |
| 20:00        | Rapport                |               |                                 | Spectateurs : 5 030 Arbitrage : Martin Hansson | Spectateurs : 5 030 Arbitrage : Martin Hansson |

#### Match pour la troisième place
| 30 août 2003 | Colombie        | 1 - 1 a. p. | Argentine | Finnair stadium, Helsinki                    |                                              |
| 13:00        | Hidalgo 53e     |             | Lagos 4e  | Spectateurs : 6 400 Arbitrage : Eddy Maillet | Spectateurs : 6 400 Arbitrage : Eddy Maillet |
| 13:00        | Rapport         |             |           | Spectateurs : 6 400 Arbitrage : Eddy Maillet | Spectateurs : 6 400 Arbitrage : Eddy Maillet |
| 13:00        | Tirs au but 4-5 |             |           | Spectateurs : 6 400 Arbitrage : Eddy Maillet | Spectateurs : 6 400 Arbitrage : Eddy Maillet |

#### Finale
| 30 août 2003 | Brésil      | 1 - 0 | Espagne | Finnair stadium, Helsinki                       |                                                 |
| 16:00        | Leonardo 7e |       |         | Spectateurs : 10 452 Arbitrage : Eric Braamhaar | Spectateurs : 10 452 Arbitrage : Eric Braamhaar |
| 16:00        | Rapport     |       |         | Spectateurs : 10 452 Arbitrage : Eric Braamhaar | Spectateurs : 10 452 Arbitrage : Eric Braamhaar |

## Récompenses

### Meilleurs buteurs
| Place | Nom               | Equipe     | Buts |
| 1     | Francesc Fàbregas | Espagne    | 5    |
| 2     | Carlos Hidalgo    | Colombie   | 5    |
| 3     | Manuel Curto      | Portugal   | 5    |
| 4     | Freddy Adu        | États-Unis | 4    |
| 5     | Evandro           | Brésil     | 4    |
| 6     | Abuda             | Brésil     | 4    |

### Meilleur joueur
À la fin de la compétition, la FIFA remet un Ballon d'Or au meilleur joueur du tournoi. Pour cette édition, c'est l'un des meilleurs buteurs de la compétition, le milieu de terrain espagnol Francesc Fàbregas qui reçoit le trophée.

### Prix du fair-play FIFA
C'est la sélection du Costa Rica qui reçoit le prix du fair-play de la part d'un jury. Ce prix récompense l'état d'esprit et le jeu « propre » de l'équipe.